# بوریسلاف بوریسوف
بوریسلاف بوریسوف (بلغاری: Борислав Борисов؛ زادهٔ ۱۲ نوامبر ۱۹۵۴) قایقران کانو اهل بلغارستان است.